# Unión de Editoriales Universitarias Españolas
La Unión de Editoriales Universitarias Españolas (UNE) es una asociación que integra a 71 editoriales y servicios de publicaciones de las universidades españolas y otros centros de investigación, constituida en 1987. Inicialmente se denominó AEUE (Asociación de Editoriales Universitarias Españolas).  
El fondo de los sellos de las universidades y centros de investigación españoles lo integran 77.604 ISBNs, lo que representa el 8% de la producción editorial académica española. Un 45% corresponde a Humanidades y Ciencias Sociales y un 16% a Ciencia, Tecnología y Medicina. Y el resto (39%) son obras que buscan extender la cultura de la universidad más allá de las aulas y los campus e impulsar la cultura científica en el conjunto de la sociedad. 
Es uno de los tres grandes grupos de edición académica de España junto con Planeta y Anaya.

## Fines y objetivos
La asociación, de carácter cultural y sin ánimo de lucro, tiene estas finalidades: 
- Representar, gestionar, fomentar y defender los intereses generales de la edición universitaria española en los ámbitos nacional, europeo e internacional.
- Contribuir a la difusión y promoción de las publicaciones universitarias.
- Servir de fuente de información sobre los problemas de las publicaciones universitarias
- Promover y organizar cursos de formación relacionados con el sector editorial.
- Realizar estudios monográficos, prospectivos y estadísticos de interés para la edición universitaria.
- Facilitar a los interesados la localización, examen y compra de las ediciones universitarias.
- Representar a la edición universitaria ante las administraciones públicas y en las asociaciones internacionales de editores.
- Servir de lugar de encuentro y marco de relación entre los socios y constituir un foro para la discusión de cuestiones de interés común.
- Velar por la imagen pública del libro universitario español.
- Proteger los derechos de autor según la ley de propiedad intelectual.
- Promover la coordinación de las labores editoriales entre los asociados.
- En general, estimular y apoyar la función editorial de los asociados y representarlos ante la Administración.

## Publicaciones
Entre las publicaciones que realiza, pueden citarse:
- Unelibros, revista semestral de novedades, reportajes y entrevistas que recoge los principales títulos publicados por los asociados
- Unerevistas, suplemento de Unelibros que ofrece información sobre las revistas científicas publicadas por las universidades españolas.
- La revolución de Google Scholar (Colección UNE, 2016)
- El ecosistema del libro electrónico universitario (Colección UNE, 2013)
- Calidad en la edición universitaria (Colección UNE, 2012)
- La edición universitaria en el contexto de la ciencia abierta (Colección UNE, 2012)
- Innovación y retos de la edición universitaria (Colección UNE, 2009)
- Memoria Conmemorativa UNE 20 años, editada en 2007 con motivo del vigésimo aniversario del nacimiento de la Asociación

## Actividades
La Asociación realiza las siguientes actividades:
- Gestiona la venta de publicaciones de modo integrado en Unebook, su librería virtual.[2]
- Participa en Ferias del Libro nacionales e internacionales,[3] congresos y jornadas del sector.
- Convoca y otorga anualmente los Premios Nacionales de Edición Universitaria, en las modalidades de obra mejor editada; mejor monografía en arte y humanidades; mejor monografía en ciencias, ingeniería y arquitectura; mejor monografía en ciencias de la salud; mejor monografía en ciencias jurídicas y sociales; mejor obra de divulgación científica; mejor edición digital y multimedia; mejor colección; mejor traducción; mejor condición con una editorial privada; y mejor condición interuniversitaria.
- Asesora y forma a través de cursos y talleres especializados en gestión editorial a sus asociados.
- Promueve el reconocimiento por parte de la sociedad y la Administración de las publicaciones universitarias y sus autores.
- Convoca, junto a ANECA y FECYT, el sello de calidad para colecciones científicas CEA-APQ (Edición Académica-Academic Publishing Quality)
- Difunde en los medios de comunicación las noticias de la UNE así como las novedades bibliográficas y presentaciones de libros de sus asociados.